# グルホシネート
グルホシネート （英語: Glufosinate、ホスフィノスリシンとしても知られ、しばしばアンモニウム塩として販売されている）は、自然界では ストレプトマイセス属土壌細菌のいくつかの種によって生産される、天然の広域除草剤。ISO ではアンモニウム塩ではなく、遊離酸を Glufosinate(ISO)と命名している。

## 作用機序
非選択的な接触除草剤であり、全身作用もある。植物はまた、別の天然除草剤であるビアラホスを、グルホシネートに直接代謝する場合がある。
アミノ酸系除草剤で、グルタミンの生成とアンモニアの解毒に必要な酵素であるグルタミンシンテターゼを不可逆的に阻害し、抗菌 、抗真菌 、除草特性を与える。 植物に対してグルホシネートを用いることで、組織中のグルタミンの減少とアンモニア濃度の上昇をもたらし、光合成を停止させ、その結果殺草活性を示すと考えられている。 

## 発見
1960年代から1970年代初期にテュービンゲン大学と明治製菓（当時。Meiji Seika ファルマ、MMAGを経て現・三井化学クロップ&ライフソリューション）の科学者らが、ストレプトマイセス属細菌が、細菌を阻害するビアラホスと呼ばれるトリペプチドを生成することを、独自に発見した。2つのアラニン残基と、彼らが「ホスフィノスリシン」と名付けたグルタミン酸類似体であるユニークなアミノ酸で構成されている:90 。彼らは、ホスフィノスリシンがグルタミンシンテターゼを不可逆的に阻害することを同定した:90 。
ホスフィノスリシンは、1970年代にヘキストの科学者によってラセミ混合物として初めて合成された。このラセミ混合物はグルホシネートと呼ばれ、化学的に商業的に関連するバージョンである:91–92。 その後、光学異性体の活性本体であるL体（グルホシネートP、ナトリウム=L-ホモアラニン-4-イル（メチル）ホスフィナート）を有効成分とした液剤製品も上市されている。
1980年代後半、科学者はこれらのストレプトマイセス種に、遊離ホスフィノスリシンを選択的に不活性化する酵素を発見した。ストレプトミセス・ヒグロスコピクスから分離された酵素をコードする遺伝子は「ビアラフォス耐性」または「bar」遺伝子と呼ばれ、Streptomyces viridochromeogenesの酵素をコードする遺伝子は「 phosphoinothricin acetyltransferase 」または「pat」と呼ばれる:98 。2つの遺伝子とそのタンパク質は、DNAレベルで80％の相同性、86％のアミノ酸相同性を持ち、それぞれ158アミノ酸長である :98。

## 利用
グルホシネートは、アサガオ 、セスバニアハーバケア（Sesbania bispinosa）、ペンシルバニアスマートウィード（Polygonum pensylvanicum ）、およびショクヨウガヤツリなどの主な雑草を制御するために、グリホサートに似た広域除草剤として用いられる。 完全な効果を得るために、対象となる雑草植物が発芽する頃に用いる 。Basta（バスタ）、Rely、Finale、Challenge、Libertyなどの商品名でBASFから販売されている。 日本では、非選択制茎葉処理除草剤としてバスタ（BASF）、ザクサ（MMAG）など、また、一般向け（非農耕地用）の非選択的除草剤が各種販売されている。
グルホシネートは通常、除草剤として3つの状況で使用される。 
- 遺伝子組み換え作物を含む雑草防除のための、指向性スプレー噴霧
- 収穫効率を上げるため、乾燥剤（crop desiccation）として使用[8]

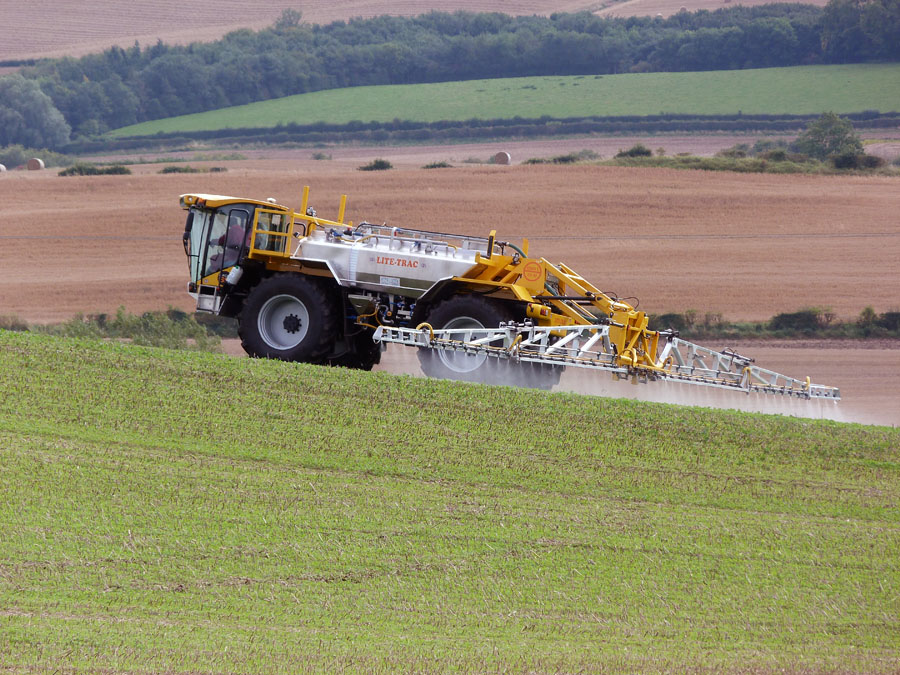
作物噴霧器

- 接触すると菌類や細菌を殺す作用をするため、さまざまな植物病害に対してある程度の保護を作用があることが示されている[9]。

### 遺伝子組み換え作物
グルホシネートに耐性のある遺伝子組み換え作物は、 ストレプトマイセスのbarまたはpat遺伝子を、適切な作物の種子に遺伝子操作することによって作成された:98。 1995年に最初のグルホシネート耐性作物であるキャノーラが市場に投入され、1997年にトウモロコシ、2004年に綿、2011年に大豆が続いた。 

## 作用機序
ホスフィノスリシンは、グルタミン酸部位に結合するグルタミン合成酵素阻害剤。グルホシネートで処理された植物は、 チラコイド内腔にアンモニアが蓄積するために死に、 光リン酸化の脱共役をもたらす 。 光リン酸化の脱共役により、活性酸素種の生成、 脂質過酸化 、および細胞膜破壊が引き起こされる。 
アンモニアレベルの上昇は、ホスフィノスリシンの適用後1時間以内に検出可能となる。 

## 毒性

### 食品中に残存することでのヒトへの暴露
グルホシネートは収穫前の乾燥剤としてよく使用されるため、残留物は人間が摂取する食品にも含まれる。ジャガイモ、エンドウ豆、マメ、トウモロコシ、小麦、大麦などがある。さらに、化学物質は汚染されたわらを与えられた動物を介してヒトが摂取する。 痕跡量のグルホシネートを含む小麦粒から加工された小麦粉は、化学物質の残留物の10〜100％を保持することがわかっている。 
除草剤も持続的で、除草剤の処理から120日後に植えられたホウレンソウ、ダイコン、小麦、ニンジンに多く見られる 。また、その持続性は、土壌の種類と有機物の含有量に応じて3〜70日間変化する半減期によっても観察できる 。残留物は冷凍食品に最長2年間残ることがあり、化学物質は熱湯で食品を調理しても簡単に破壊されない 。
アメリカ合衆国環境保護庁は、難分解性と土壌中で容易に移行することに基づいて、グルホシネートを「持続性」と「可動性」に分類する。 妊娠中および妊娠していない女性における、循環血中の、遺伝子組み換え食品に関連する農薬（Pesticides associated to genetically modified foods (PAGMF)）の存在を明らかにし、栄養および子宮胎盤毒性を含む生殖毒性の新しい分野への道を開いた研究もある。

### 暴露限界
労働安全衛生局（Occupational Safety & Health Administration、OSHA）または米国産業衛生専門家会議（American Conference of Governmental Industrial Hygienists、ACGIH）によって定められた暴露限度は、無い 。WHO / FAOの推奨するグルホシネートの一日摂取許容量（ADI）は、0.02 mg / kg  。欧州食品安全局はADIを0.021mg / kg体重 / dayに設定した。 出産可能女性の急性参照用量（ARfD）は0.021 mg / kg体重 / day。  

## 規制
アメリカ合衆国環境保護庁（EPA）の登録化学物質である。 また、カリフォルニア州の登録化学物質である。アメリカ合衆国では禁止されておらず、PIC農薬でもない 。OSHAまたはアメリカ合衆国連邦政府産業衛生士会議によって、定められた暴露限度は無い。 
ヨーロッパでは、除草剤として使用するために登録されている。2007年に最後にレビューされ、登録は2018年に期限切れになるように設定された。フランスでは、2017年10月24日より、食品安全、環境および労働のための国家機関（Agence nationale de sécurité sanitaire de l'alimentation, de l'environnement et du travail）によって、生殖毒性化学物質（R1b）として分類されているため、市場から撤退した。 
日本では「グルホシネート[Glufosinate]」、活性本体である L体を選択的に製造した「グルホシネート P ナトリウム塩[Glufosinate-P sodium salt] （D/L 存在比  L 体が 99.9％以上）」が農薬取締法に基づいて登録されており、18.5％グルホシネート 液剤、8.5%グルホシネート 液剤、20.0%グルホシネート 水和剤、11.5％グルホシネート P ナトリウム塩液剤について、使用方法の規制があり、グルホシネートのADIは0.0091 mg/kg 体重/day に設定している。